# Josefina Forssell
Maria Josefina Augusta Forssell, född 13 juli 1825 i Västanfors socken, Västmanlands län, död 12 februari 1905 i Uppsala, var en svensk skolledare. Hon var syster till veterinär Nils Edvard Forssell. 
Forssell var föreståndare för en av henne ägd flickpension i Söderhamn 1856–1869, öppnade en dylik pension i Skara 1869 och var föreståndare  för elementarläroverket för flickor i Söderhamn 1875–1889, där hon även undervisade i svenska, franska och tyska. Josefina Forssell är begravd på Uppsala gamla kyrkogård.